# Euphyia canescens
Euphyia canescens är en fjärilsart som beskrevs av Alfred Philpott 1918. Euphyia canescens ingår i släktet Euphyia och familjen mätare. Inga underarter finns listade i Catalogue of Life.